# 奥嶋桂子
奥嶋 桂子（おくしま けいこ、現姓・河村、1957年7月12日 - ）は、日本の元女子バレーボール選手。

## 来歴
山口県防府市出身。中学1年よりバレーボールを始める。三田尻女子高校（現・誠英高校）を経て、1976年に日本リーグの鐘紡（当時）に入部。
1979年、エースとしてカネボウのリーグ優勝に大きく貢献し、ベスト6賞を獲得した。カネボウ監督の上野康夫は、「幅広い攻撃力と馬力は天下一品。うまみも加わり速攻もこなす。コートマナーがよい」と評している。1980年、モスクワオリンピック出場メンバーに選出されたが、西側諸国のボイコットによりオリンピック出場は幻となった。
Vプレミアリーグトヨタ車体クインシーズ所属の河村聖子は実娘（次女）である。

## エピソード
両親ともに競輪の元選手、姉は鐘紡防府のバレーボール選手というスポーツ一家に育つ。奥嶋もバレーボールを始めたが、陸上競技でも才能を発揮し、全国ジュニア陸上砲丸投で2位入賞を果たしている。中国地方のバレーボール高校合宿でブロッカーを脱臼させたことがあるほど、その右腕から繰り出されるアタックは強烈であった。

## 球歴
- 全日本代表 - 1980年

## 受賞歴
- 1976年 - 第25回全日本都市対抗大会 若鷲賞（最優秀新人賞）
- 1979年 - 第12回日本リーグ ベスト6

## 所属チーム
- 市立小野中
- 三田尻女子高校
- 鐘紡/カネボウ（1976-1982年）

## 関連事項
- 1980年モスクワオリンピックの日本選手団#バレーボール